# Рогожкинское сельское поселение (Ростовская область)
 Рогожкинское сельское поселение — муниципальное образование в Азовском районе Ростовской области.
Административный центр поселения — хутор Рогожкино.

## География
Рогожкинское сельское поселение расположено на берегу рукава - гирло Большая Кутерьма реки Рукав Каланча.

### Улицы
Ул. Свердлова, Братский переулок, переулок Кирова, Садовый переулок.

## История
В XVIII в. на территории Рогожскинских хуторов находилась корабельная верфь, где строились боевые корабли для Русского военного флота. Постройка фрегата в период 1770-х гг. обходилась казне в 214000 рублей ("Материалы для истории русского флота" СПб.: Тип. Морского Министерства. 1894 - т.XV с. 440)

## Достопримечательности
На территории входящего в Рогожкинское сельское поселение хутора Лагутник и прилегающих к нему с запада и юго-запада территорий Рогожкинского сельского поселения находится объект археологического наследия федерального значения — городище  «Лагутник» («Киреев хутор»).
Археологические раскопки проводились с 1955 года, когда Академией наук СССР была сформирована Нижне-Донская археологическая экспедиция, которая совместно с Ростовским университетом и Ростовским музеем краеведения под руководством Д. Б. Шелова приступила к научному исследованию городища Танаис. Через четыре года раскопанное городище было объявлено заповедной территорией.
Городище имеет древнюю историю. За несколько веков до н. э. здесь возник населённый пункт, разросшийся в город Танаис. В I–II в н. э. там жили греки и варвары. Город находился на торговых путях и вёл оживленную торговлю, пока не был разрушен войсками боспорского царя Полемона. Об этом фоте писал греческий географ Страбон: « ... город Танаис разрушил царь Полемон за неповиновение». Причиной разрушения города могло быть как непризнание жителями города власти Боспора, так и не признание царя Полемона. В свое время царь Полемон был посажен на трон римлянами. Погиб, борясь с оппозицией своих подданных —  местных жителей. 
В то время считалось обычным полное разрушение селения врагов. Археологические раскопки городища показали, что Танаис был сожжён Полемоном. 
Спустя 100 лет местные жители приступили к восстановлению Танаиса. В 1–2 в н. э. богатый танаит Деметрий восстановил старую оборонительную башню. Надписи на развалинах времён царя Римиталка повествуют о том, что восстановлением и реставрацией Танаиса занимался архитектор Аврелий Антонин. 
Проведённые раскопки селения раскрыли историю реставрации разрушенных крепостных стен Танаиса, которая проводилась через  150 лет после уничтожения городка Полемоном. Жители того времени сооружали в селении новые крепостные стенки и башни, реставрировали старые строения. В итоге вокруг города была построена большая четырехугольная каменная стена, прорыты глубокие рвы. Над крепостной стеной были построены большие 4-угольные башни. Эти башни охраняли также крепостные ворота,  в северной и южной части Танаиса. Построенные укрепления позволяли защитникам города Танаиса выдержать вражескую осаду.

## Административное устройство
В состав  Рогожкинского сельского поселения входят:
- хутор Рогожкино,
- хутор Лагутник,
- хутор Полушкин,
- поселок Топольки.

## Население
| 2010  | 2012  | 2013  | 2014  | 2015  | 2016  | 2017  |
| ----- | ----- | ----- | ----- | ----- | ----- | ----- |
| 1107  | ↗1112 | ↘1101 | ↗1114 | ↗1152 | ↗1216 | ↗1235 |
| 2018  | 2019  | 2020  | 2021  |       |       |       |
| ↗1267 | →1267 | ↗1276 | ↘1252 |       |       |       |